# Manasquan, New Jersey
Manasquan, New Jersey (енгл. Manasquan) град је у америчкој савезној држави Њу Џерзи.

## Демографија
По попису из 2010. године број становника је 5.897, што је 413 (-6,5%) становника мање него 2000. године.
| Група             | 2000.         | 2010.         |
| Белци             | 5.943 (94,2%) | 5.405 (91,7%) |
| Афроамериканци    | 26 (0,4%)     | 18 (0,3%)     |
| Азијати           | 28 (0,4%)     | 36 (0,6%)     |
| Хиспаноамериканци | 283 (4,5%)    | 414 (7,0%)    |
| Укупно            | 6.310         | 5.897         |